# Hollywood Babylon (canción)
Hollywood Babylon fue el primer sencillo de la carrera solista del cantante Ian North, pionero estadounidense del punk rock y el new wave. Fue lanzado en 1979 por el sello Aura, subsidiario de Metronome, el cual lo había hecho ese mismo año con el álbum debut de North, Neo, al cual corresponde este single debut. Su tema principal o cara A (ya que fue lanzado en vinilo) es "Hollywood Babylon", y viene acompañado del tema "No Sound From 25", estando ambas canciones incluidas dentro del álbum Neo.

## Descripción
Ian North grabó "Hollywood Babylon" y "No Sound From 25" junto con su banda punk de entonces, Neo, en Inglaterra. North había formado este grupo en 1977 cuando residía allí, durante el esplendor de la ola punk en el país europeo. Ian North había sido pionero de la escena punk en su natal Nueva York con su grupo Milk 'N' Cookies. El álbum que incluye los dos temas del sencillo, Neo, tiene el mismo nombre de la banda, la cual se había separado poco antes del lanzamiento de ambos discos.
De acuerdo a Ian North, ambos temas eran de composición más reciente para el momento de la grabación del álbum y que este último fue registrado enteramente con la segunda alineación de la banda, compuesta por Steve Byrd en la guitarra, John McCoy en el bajo y Bryson Graham en la batería. Sin embargo, Steve Wilkin, quien reemplazó a Byrd tiempo después, declaró por su parte que el álbum incluyó canciones grabadas con aquella alineación y dos temas "pop" que fueron registrados con otros integrantes posteriores de Neo, entre ellos él mismo en la guitarra y Derek Quinton en la batería. Por lo tanto, no se sabe con exactitud con cual de estas alineaciones de la banda Neo fueron grabados "Hollywood Babylon" y "No Sound From 25".

## Formatos
En disco de vinilo
7 pulgadas    Hollywood Babylon
| Lado A |                     |          |  |
| N.º    | Título              | Duración |  |
| 1.     | «Hollywood Babylon» |          |  |

| Lado B |                    |          |  |
| N.º    | Título             | Duración |  |
| 1.     | «No Sound From 25» |          |  |